# Transworld Rig 65 (schip, 1979)
De Transworld Rig 65 was een afzinkbaar boorplatform dat in 1979 werd gebouwd door Chicago Bridge & Iron voor Transworld Drilling. Het ontwerp bestond uit een driehoekig dek met daaronder drie flesvormige kolommen. Aan een van de uiteindes was op een cantilever de boortoren geplaatst. De maximale waterdiepte was 21 meter. Een vergelijkbaar ontwerp was de grotere Transworld Rig 68 die kon werken tot 30 meter.
In 1991 werd Transworld overgenomen door Noble en werd de naam Noble Rig 65. In 1997 werd de naam Noble Fri Rodli. In 2009 werd het platform opgelegd.